# Rostock (Schiff, 1914)
Die Rostock war ein Kleiner Kreuzer der Kaiserlichen Marine. Das Schiff wurde nach der Hansestadt Rostock, damals im Großherzogtum Mecklenburg-Schwerin gelegen, benannt.

## Fertigstellung
Der zweite Kleine Kreuzer der Karlsruhe-Klasse, die Rostock, war der Ersatzbau für den „Kreuzer IV. Classe“ Geier, der damals vor der Außerdienststellung stand. Sie lief am 12. November 1912 vom Stapel und wurde am 5. Februar 1914 in Dienst gestellt.

## Kriegseinsatz

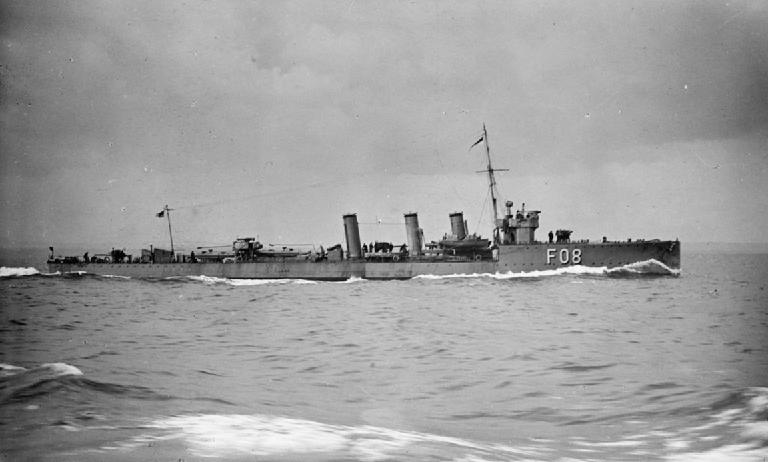
M-Zerstörer Oracle

Zu Beginn des Ersten Weltkriegs war die Rostock an diversen Einsätzen in der Nord- und Ostsee beteiligt. Seit dem 29. August 1914, einen Tag nach dem Seegefecht bei Helgoland, war sie Flaggschiff des I. Führers der Torpedoboote. In dieser Funktion nahm sie am 31. Mai 1916, mit Kommodore Andreas Michelsen an Bord, an der Skagerrakschlacht teil. Die Rostock bildete gleichzeitig, zusammen mit den Kleinen Kreuzern Wiesbaden, Frankfurt, Pillau und Elbing, die II. Aufklärungsgruppe, die dem Konteradmiral Friedrich Boedicker auf der Frankfurt unterstand.
Im Verlauf der Schlacht konnte sie zwei bereits beschädigte britische Zerstörer der Admiralty-M-Klasse, die Nestor und die Nomad, versenken. Diese Seeschlacht bedeutete aber auch das Ende des Kleinen Kreuzers Rostock. Während des Rückmarsches der Hochseeflotte lief er in Kiellinie mit den Kleinen Kreuzern Elbing, Hamburg und Stuttgart an der Backbordseite des I. Geschwaders. Gegen 1:30 Uhr am 1. Juni griffen britische Zerstörer an. Beim Versuch nach Steuerbord auszuweichen und sich durch die eigenen Linie hindurch zurückzuziehen, erhielt die Rostock einen Torpedotreffer. Die Turbinen fielen aus und die Besatzung wurde daraufhin von Torpedobooten übernommen. Ungefähr um 5:25 Uhr musste der Abschleppversuch aufgegeben und die Rostock durch fünf Torpedos der deutschen Torpedoboote V 71 und V 73 versenkt werden, da Großkampfschiffe der britischen Royal Navy erschienen. Während der Kämpfe am Skagerrak wurden 14 Besatzungsmitglieder der Rostock getötet.
Zwei 10,5-cm-Geschütze der Rostock befinden sich heute im Sea War Museum Jutland.

## Kommandanten
- Korvettenkapitän Thilo von Trotha: von der Indienststellung im Februar 1914 bis August 1915
- Kapitän zur See Otto Feldmann: von August 1915 bis zur Versenkung Anfang Juni 1916